# Herend (porcelaine)
Herend est une manufacture hongroise de porcelaine basée dans la ville éponyme de Herend, près de Veszprém.
La manufacture de porcelaine de Herend (Herendi Porcelánmanufaktúra Zrt. en hongrois) est spécialisée dans la porcelaine de luxe peinte et dorée à la main.  Elle est au milieu du XIXe siècle le fournisseur de la dynastie des Habsbourgs et de l'aristocratie européenne. Beaucoup de ses modèles classiques sont toujours produits. Après la chute du communisme en Hongrie, l'usine est privatisée. Elle est actuellement détenue à 75% par la direction et son personnel. En 2006, l'usine est rentable et exporte dans plus de 60 pays dans le monde. Ses principaux marchés sont l'Italie, le Japon, la Russie et les États-Unis.

## Histoire
L'usine de Herend est fondée en 1826 par Vince Stingl (en) comme une fabrique de poterie en terre cuite. Il y mène également des expériences sur la fabrication de la porcelaine. Stingl manque de fonds et fait faillite. Son créancier, Mór Fischer (en), prend le contrôle de l'usine en 1839. Mór Fischer, très ambitieux et créatif, commence la fabrication de porcelaine artistique la même année et devient très réputé et apprécié par l'aristocratie dès 1840. Le succès ne se dément pas non plus lors de la Première Exposition Hongroise d'Arts appliqués, de l'exposition de Vienne (1845), de l'Exposition universelle de 1851 à Londres, de l'Exposition universelle de 1853 à New York et de l'Exposition universelle de 1855 à Paris. Cette appréciation apparaît dans les commandes faites pars plusieurs maisons royales ; celle de la reine Victoria, de l'empereur François-Joseph Ier d'Autriche ou encore de Maximilien Ier du Mexique. Les noms de modèles et motifs désormais bien connus se réfèrent à ces prestigieux clients : Victoria, Esterházy, Batthyány, Rothschild, Apponyi.
Mór Fischer, dorénavant Móric Fischer de Farkasházy, est anobli par François-Joseph en 1865. La manufacture devient officiellement le Fournisseur de la Cour impériale et royale en 1872 en remplacement de l'ancienne Manufacture de Vienne. C'est le premier âge d'or de la compagnie.
Fischer transfère la gestion de l'entreprise à ses fils en 1874. C'est à partir de cette date que la production décline. La cause est le manque d'innovation et de recherche artistique. L'usine connaît ensuite plusieurs propriétaires et est en quasi-faillite. Le renouveau de la manufacture doit attendre la fin du siècle lorsque le petit-fils du fondateur, Jenő Farkasházy (hu), en devient le propriétaire. Jenő Fischer Farkasházy, céramiste qualifié ayant acquis de l'expérience à l'étranger, et bien décidé à suivre les concepts de son grand-père. Homme de bon goût, il donne une nouvelle vie aux traditions et présente des nouveautés lors de l'Exposition universelle de 1900 à Paris et en 1901 à Saint-Pétersbourg.
Entre-deux-guerres, la reproduction limitée de modèles traditionnels, de l'âge de Mór Fischer, se poursuit. Des figurines hongroises sont également fabriquées d'après le travail des meilleurs sculpteurs hongrois. L'entreprise est nationalisée en 1948 et privatisée à nouveau en 1993. La mission de la Manufacture de porcelaine de Herend est de maintenir sa position d'entreprise rentable à la pointe de la production de biens manufacturés de luxe en porcelaine, fabriqués à la main et d'une qualité exceptionnelle ; de maintenir l'histoire et les traditions de l'artisanat, tout en garantissant à ses employés un lieu de travail sûr et à long terme.

## Galerie

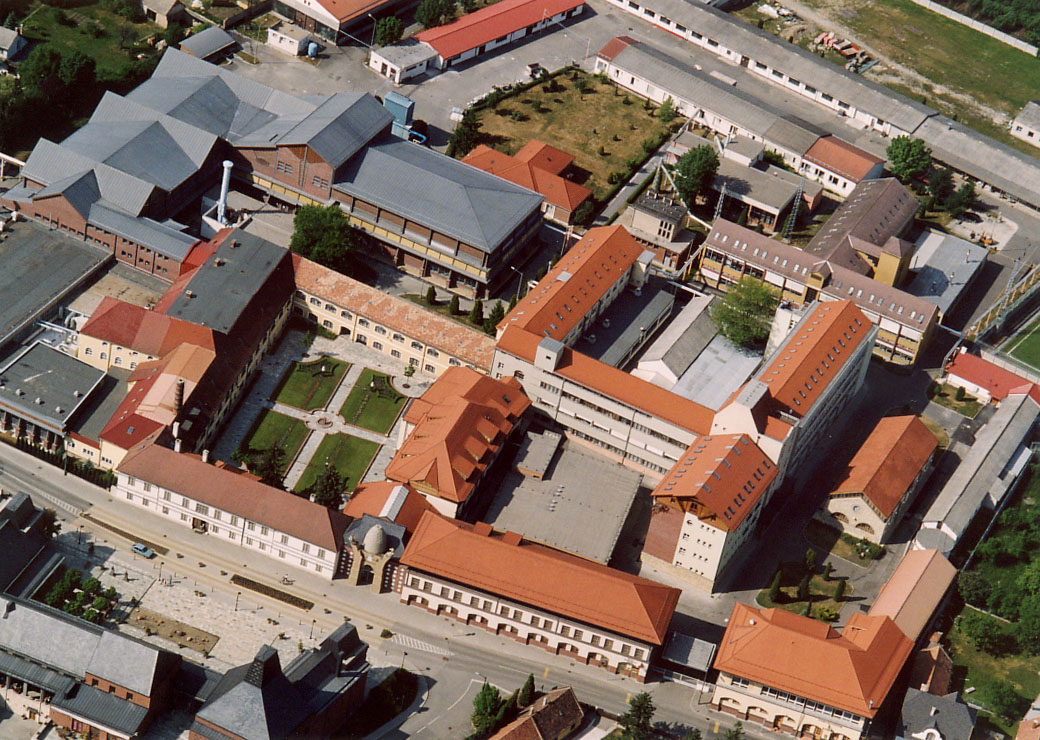
La manufacture de Herend (2006)
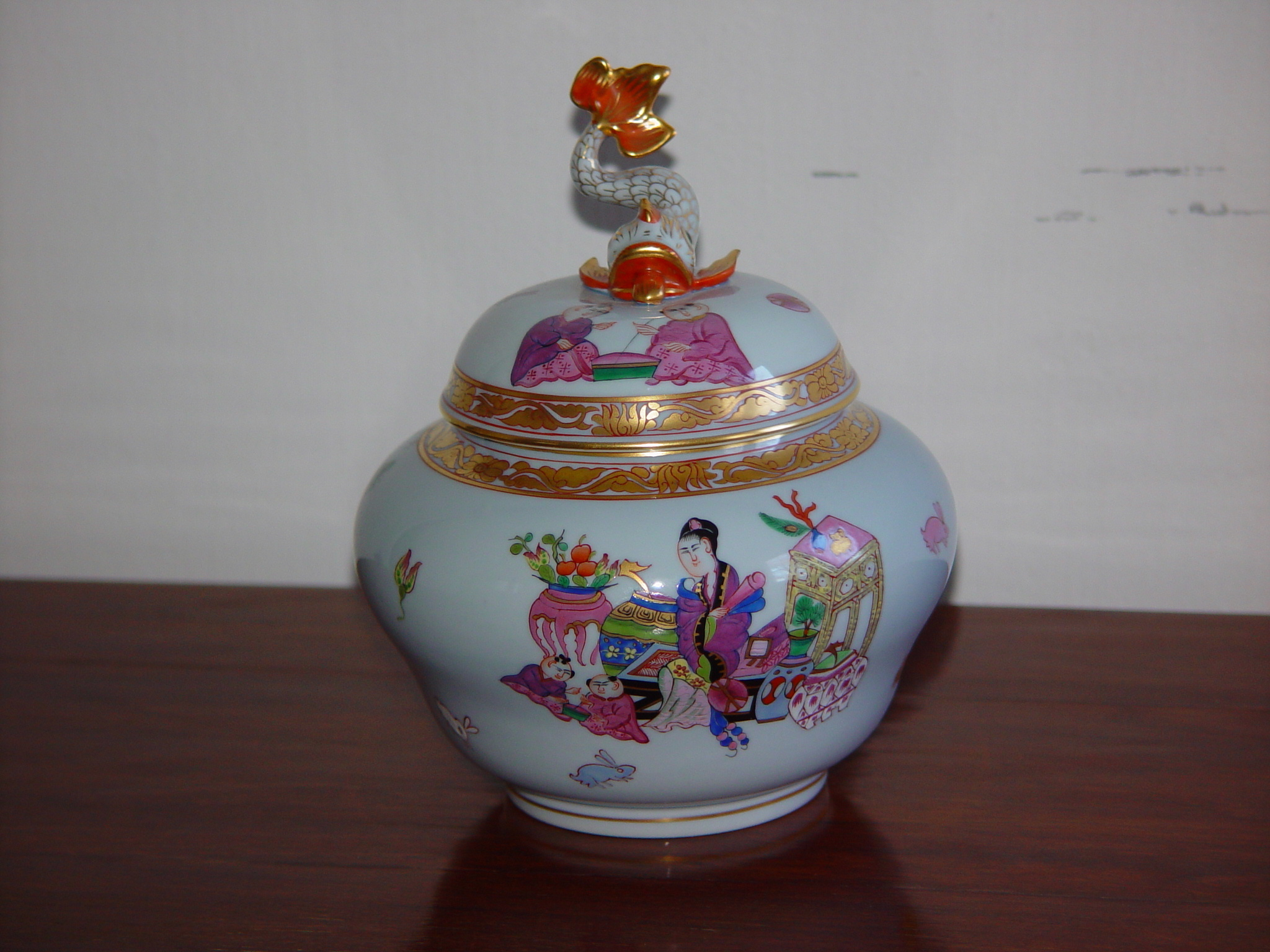
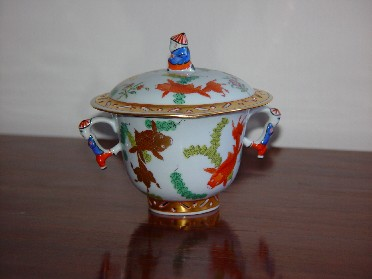
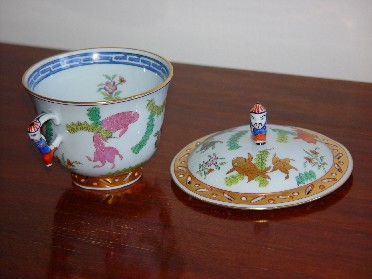
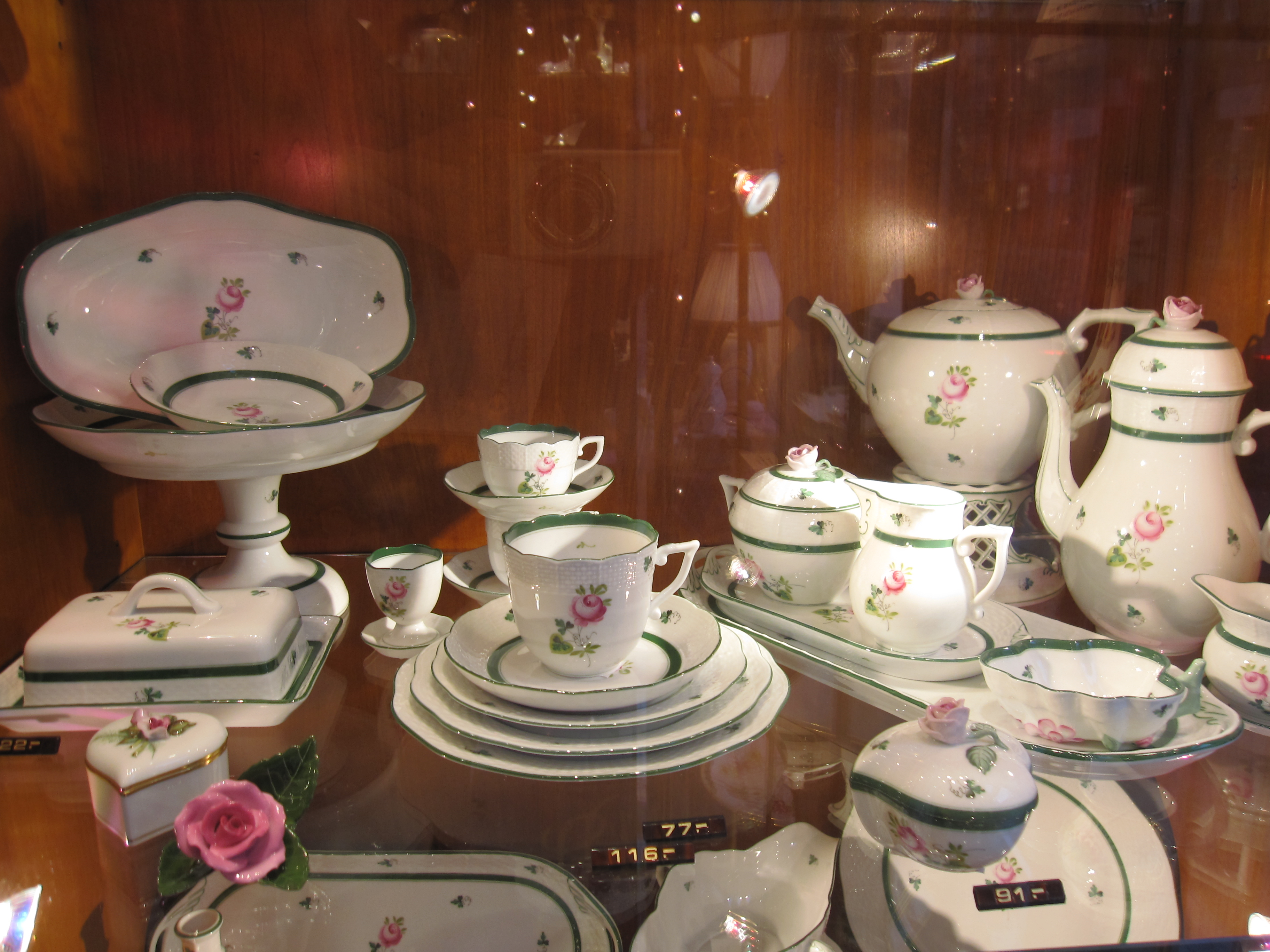
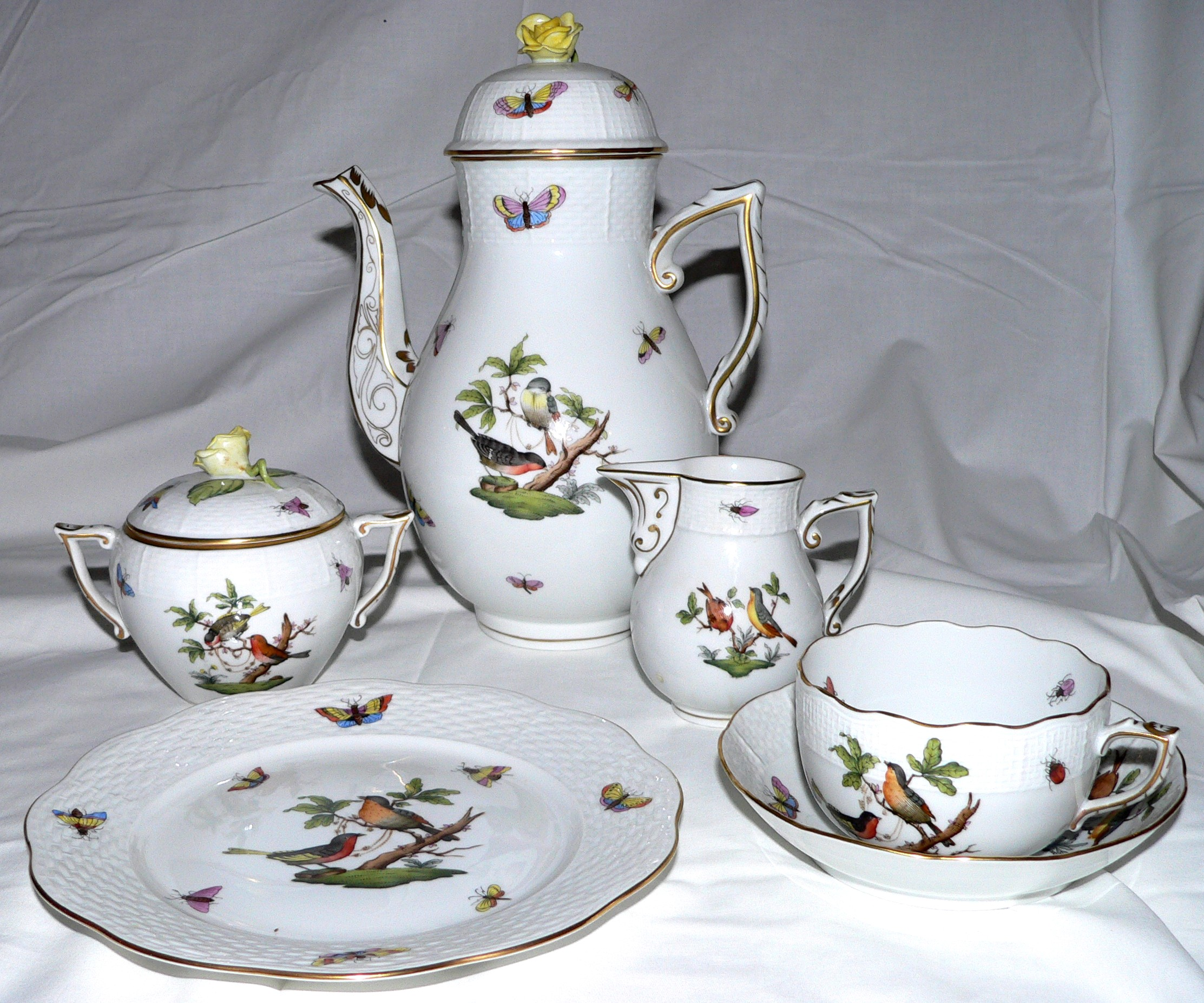
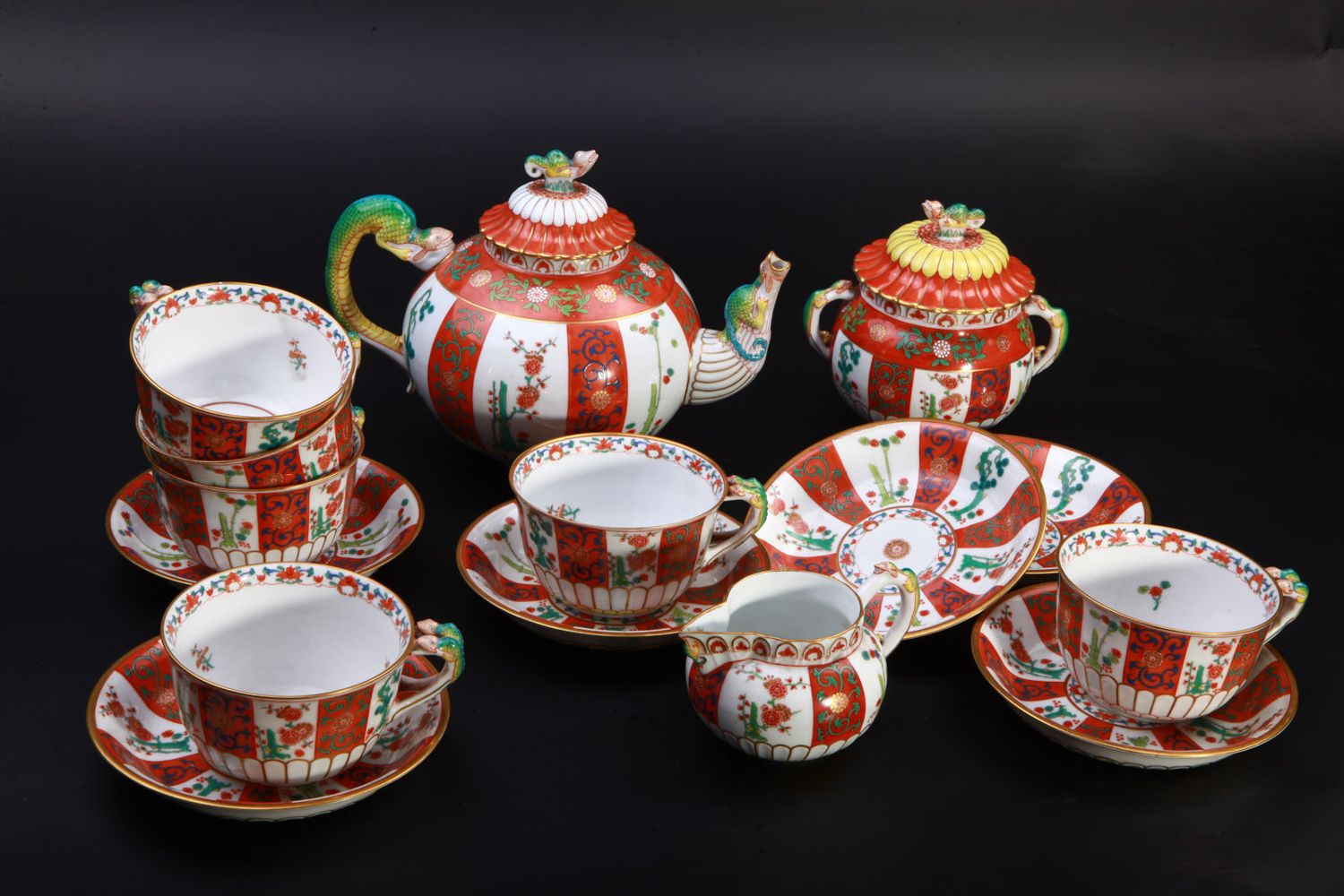
Service Gödöllő
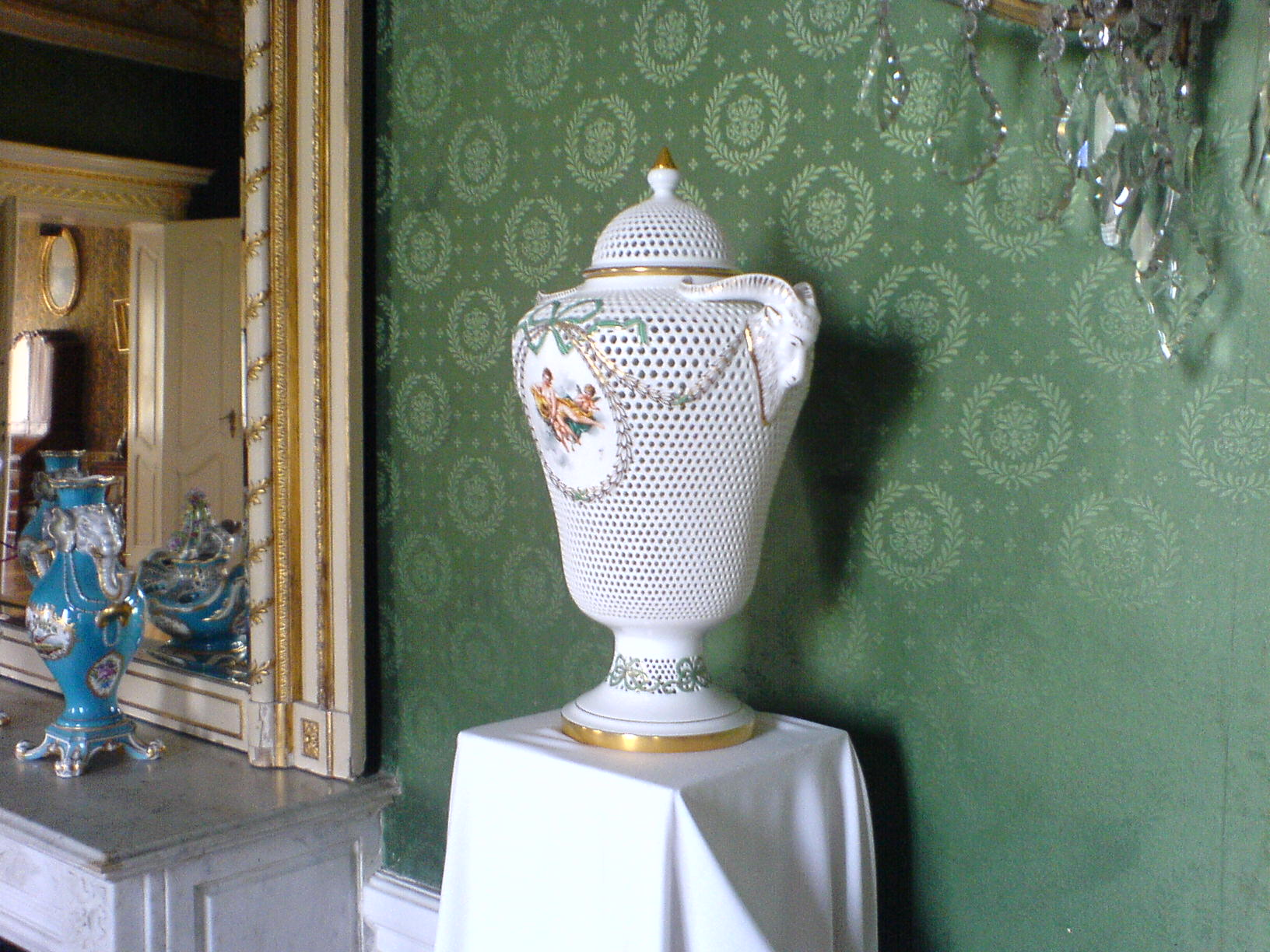
Vase Herend, Palais Festetics (en), Keszthely
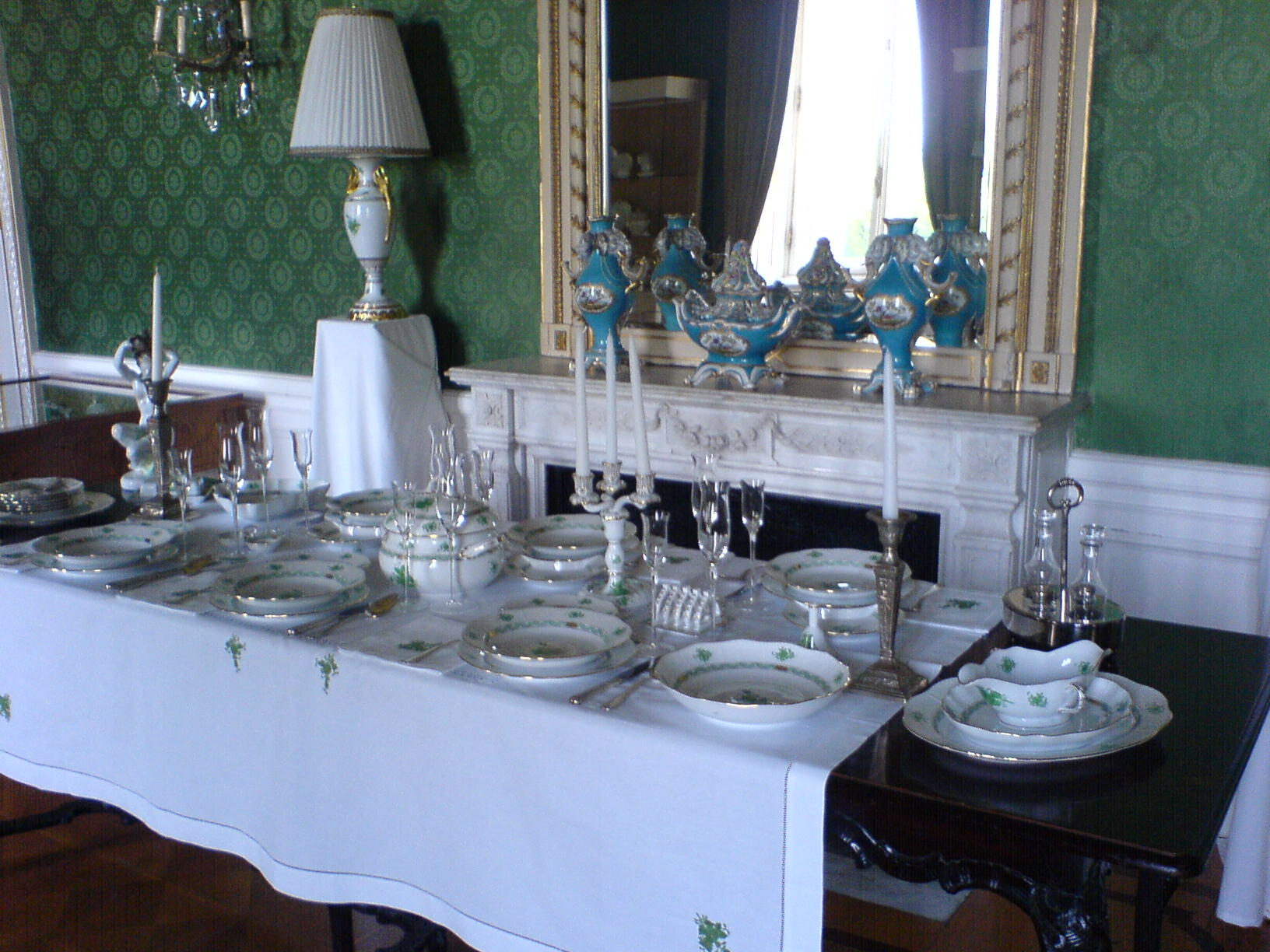
Service Herend, Palais Festetics
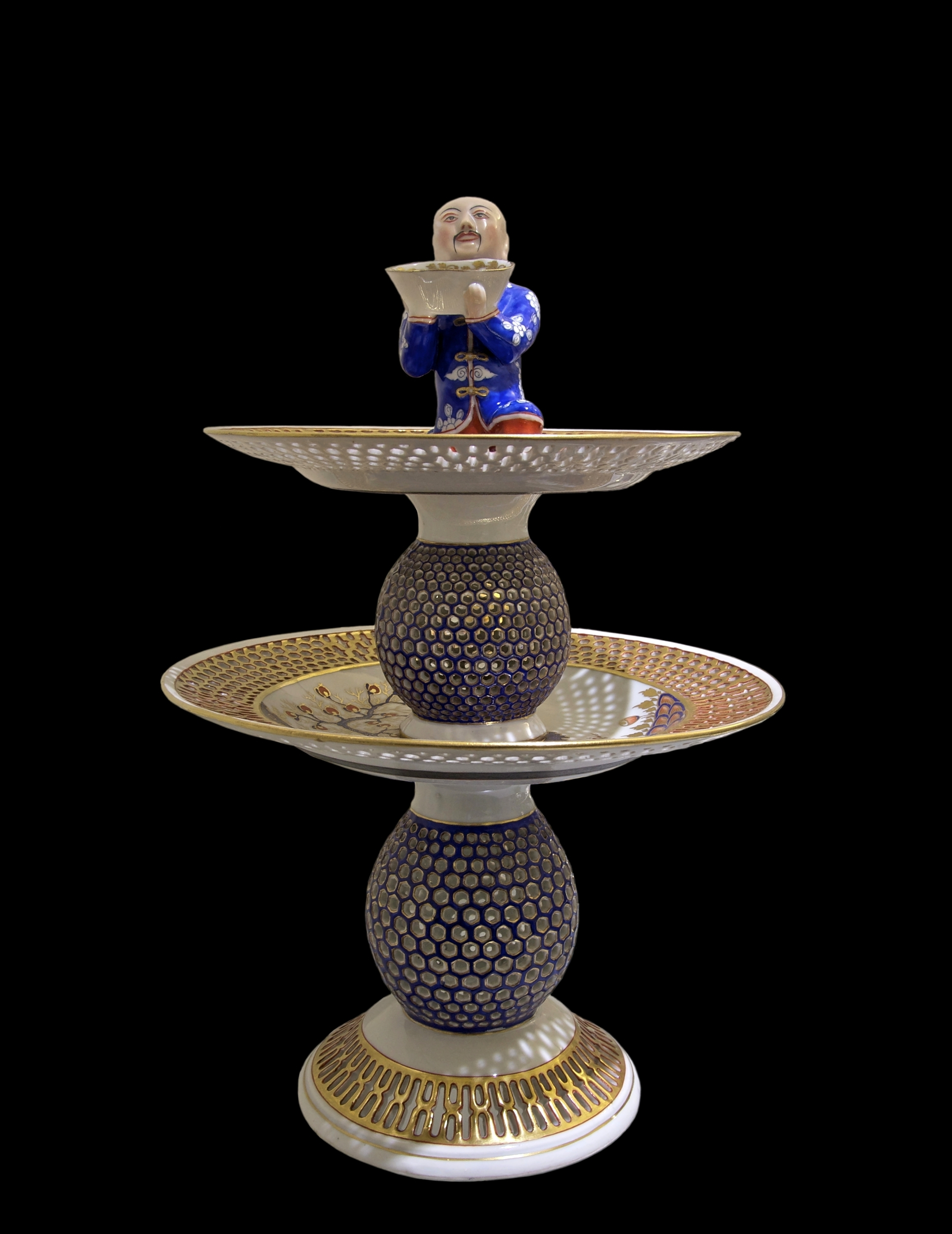
Coupe montée, service de table de l'Empereur Maximilien du Mexique (1865), Hofburg, Vienne.
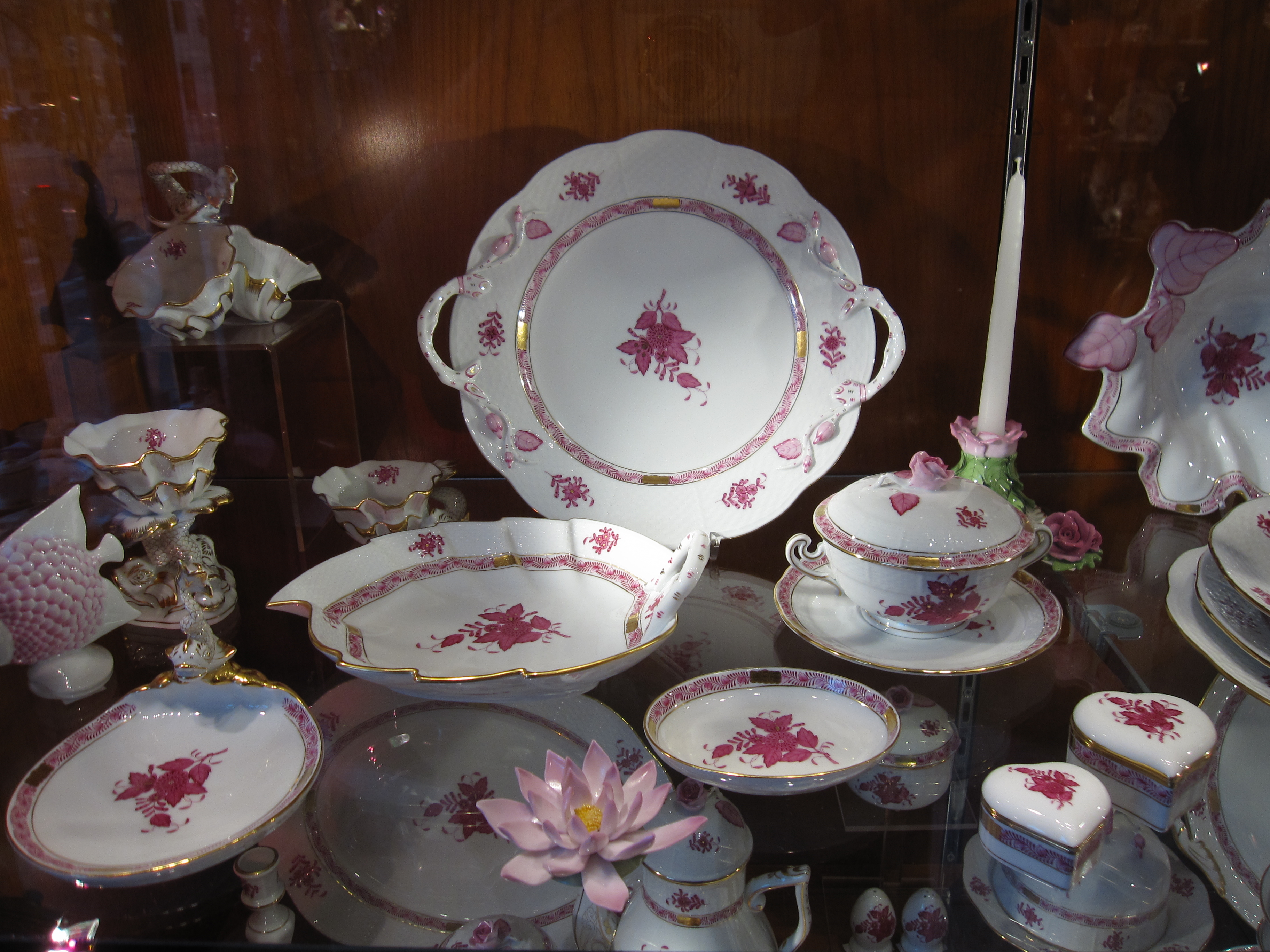
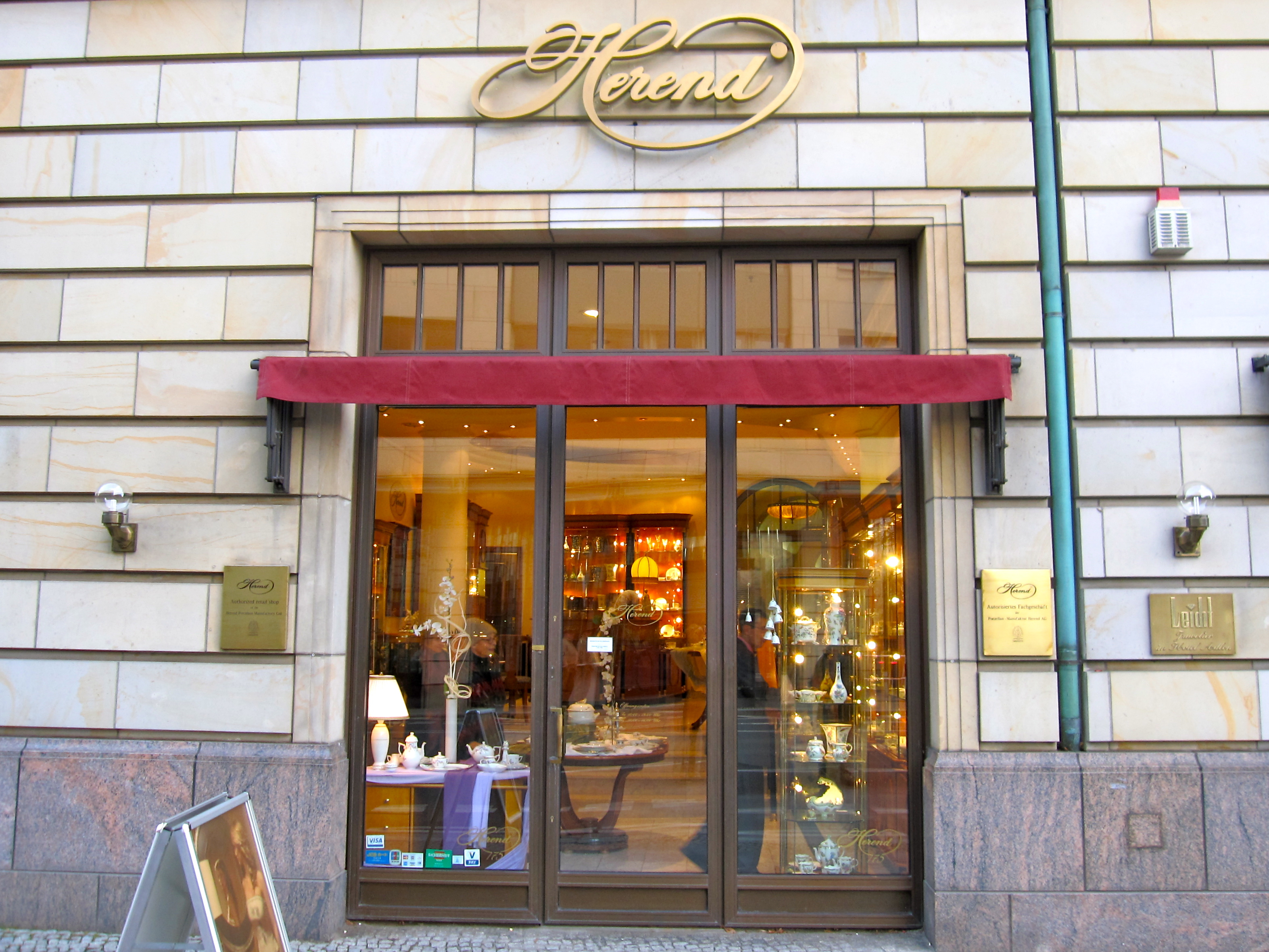
Boutique Herend à Berlin